# Fanes

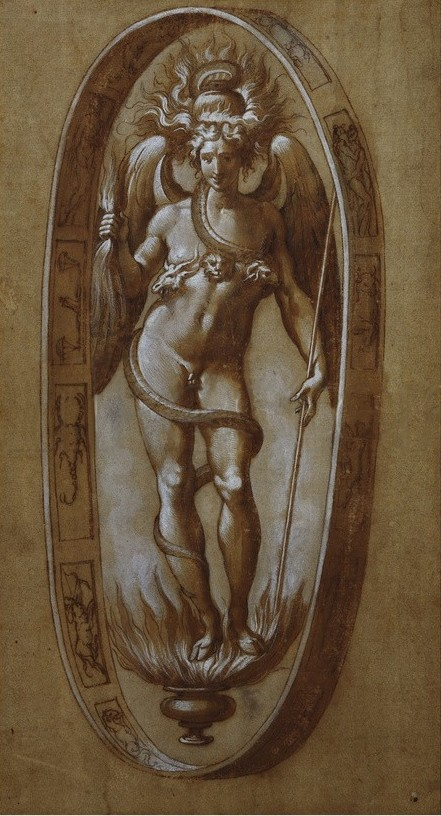
Imagen del de Fanes realizada por Francesco de' Rossi.

En la cosmogonía órfica, Fanes o Fanetes (en griego antiguo Φάνης, -ητος; latín: Phănes, -ētis; «luminoso» o «revelador») es una divinidad primordial y mística asociada con las teogonías órficas. Es la deidad primigenia que constituye el origen de la procreación y la generación de todas las cosas. Según Macrobio, el oráculo de Colofón identificaba a este Fanes con el dios gnóstico supremo Iao. Fanes no es más que uno de los muchos teónimos con los que se conoce a este ser primordial, a saber:
| Teónimo     | especificación |
| ----------- | --- |
| Antauges    | Utilizado en los himnos órficos; Antauges (Ἀνταυγή), esto es, «luz reflejada», en calidad de deidad lumínica. |
| Bromio      | El gran Bromio, en cuanto a que es un ser escandaloso que retumba. |
| Eón         | Los teólogos llaman «Eones» a los dioses por ser eterna la naturaleza del primer Eón. |
| Ericepeo    | Su nombre en calidad de Fanes como fuerza. Ericepeo es el «dador de vida». Se trata de una divinidad primaveral, también usada para referirse a Eros, Baco y Príapo. Ericapeo o Ericepayo, Ἠρικαπαῖος, significa «comedor de brezo». |
| Eros        | Fanes es el tierno Amor, pues gracias a él los seres vivos se unen. |
| Fanes       | Nombre en cuanto a progenitor de todo lo conocido y en calidad de ser de «luz». Fanes es el arquetipo de dios creador en el orfismo.                                                                                                 |
| Metis       | El «ingenio» o «voluntad», nombre de Fanes como aspecto mental. Se le conoce como la «llave del entendimiento». |
| Príapo      | Utilizado en los himnos órficos, como una advocación fálica o de la fecundidad perpetua y complaciente. |
| Primogénito | Protogono, Πρωτογόνος (Protogónos), en cuanto a que fue el primero de los seres en existir, nacido del huevo cósmico. |
| Zeus        | También a Fanes se le llama Zeus omnividente. En un mito órfico Zeus devora a Fanes y el universo queda entonces dentro de él. Entonces a Zeus se le conoce como Pan («todo»).                                                       |

## Ascendencia y descendencia
Como deidad mística y primordial es difícil asociar a Fanes con una familia bien establecida ya que nació del huevo cósmico. Las diferentes tradiciones nos dicen que sus progenitores fueron Éter y Caos, o el Tiempo (Crono-Heracles, con la forma de un dragón), o bien solo el Éter, del que surge todo. Precisamente por su nacimiento serpentino se dice que la propia Equidna es hija de Fanes. La Noche también es hija de Fanes y fruto de la unión entre Fanes y la Noche nacieron Urano y Gea. Fanes también fue el responsable de crear, por sí mismo, el Sol, la Luna, las estrellas, los meses y los seres humanos. Fuera de la mitología clásica, pero influido por ella, se dice que Phitón (Fanes) fue el séptimo hijo concebido por Demogorgón y la Tierra. Demogorgón, cansado de la constante oscuridad, marchó a los montes Acroceraunios (Cáucaso) y arrancó un pedazo de tierra que sumergió siete veces en el agua y después, prendiéndole fuego, formó el sol en los cielos; he aquí que nació el luminoso Fanes o Fanete.

## Teogonía de las rapsodias órficas

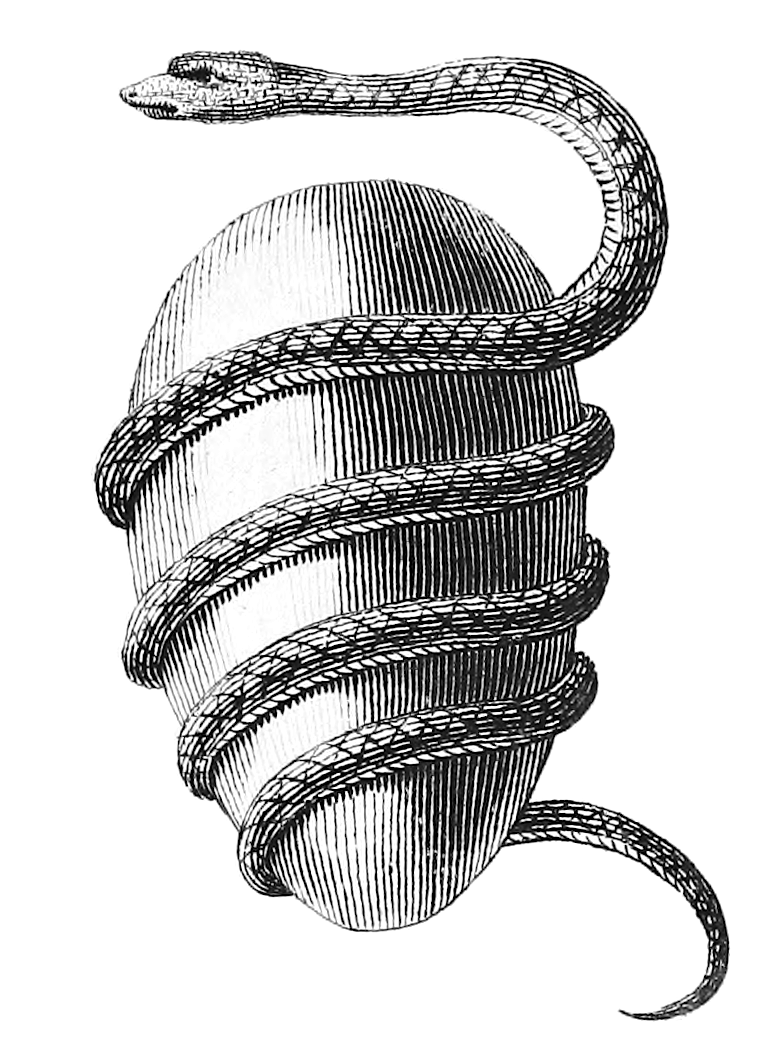
Huevo órfico por Jacob Bryant's (1774).

La teogonía de las rapsodias órficas comienza diciendo que Fanes nació del huevo cósmico y que este huevo era retoño de Éter y de Abismo [Caos]. Este huevo, concebido por el espíritu divino en su propio seno, era una suerte de feto compuesto por luz pura, semejante en naturaleza al huevo de un pájaro. En el interior del huevo se gesta un ser vivo hermafrodita que surge a la luz tras haberse roto el cascarón. Damascio se refiere a una nube, como metáfora del cascarón del huevo: «rasgó luego Fanes la nube, la esplendente túnica y del casco roto del huevo descomunal saltó el primerísimo y echó a correr el bisexuado Primogénito, el muy honrado». Tras su nacimineto el mundo se llena de luz, una luz tan cegadora que el propio Fanes permanece invisible. La única deidad capaz de percibirlo es la Noche, coetánea de Fanes, que como oscuridad absoluta no resulta afectada por su brillo. Fanes posee la naturaleza física de las bestias en apariencia. Se le describe como un ser de cuatro cabezas y cuatro ojos, cuyas cabezas zoomorfas son de toro, león, carnero y serpiente. Como primer ser viviente se dice que él fue la causa de la reproducción sexual y que es a la vez macho y hembra. También se dice que sus órganos sexuales están detrás del ano. También está provisto de áureas alas. Fanes, enamorado de sí mismo, produce él mismo una indecible lluvia en lo alto de su cabeza (que pudiera interpretarse como que vertió lágrimas). Después de unirse a la Noche, su propia hija, he aquí que nacieron la Tierra, la primera de las novias, y el Cielo, morada de los dioses por decisión de Fanes. Después de crear el sol, la luna y las estrellas, se dice que los hombres la llaman Luna (Selene) pero los dioses Mene («mes»), estableciendo así el paso del tiempo. Después Fanes crea la raza humana, comprendida como la raza de oro. Luego Fanes se establece en el santuario de la Noche, una gruta nebulosa, identificada con la cueva cretense en la que Rea ocultó a Zeus. En ese palacio Fanes se sienta, y allí viven la Noche y el Día en mutua compañía. Allí establece el principio del orden cósmico: el poder, y bajo su realeza fabrica un cetro de mando, estableciéndose entonces Fanes como el primer rey de los cielos. Más tarde Fanes pierde interés por el poder y entonces es la propia Noche quien le sucede como la reina de los dioses. Finalmente se dice que Fanes parece entonces retirarse a un lugar elevado desconocido, la cima de los cielos, montado en un carro alado, donde mantiene permanente vigilancia sobre los acontecimientos del mundo.

## Otros testimonios escritos

### Argonáuticas órficas
«En un principio a la fatal Necesidad (Ananké) del antiguo Caos y al Tiempo (Chrónos), que engendró en sus enormes surcos al Éter y al Amor (Eros), de dual naturaleza, visible por doquier e ilustre, famoso padre de la Noche (Nyx) eterna, a quien, como es sabido, los mortales más recientes llaman Fanetes, porque fue el primero que apareció».

### Himno órfico
«Invoco a Primogénito de dual naturaleza, grande, errante por los espacios celestes, nacido de un huevo, adornado de áureas alas, que muge como un buey, origen de los bienaventurados y de los hombres mortales, semilla inolvidable, honrado con muchos sacrificios, Ericepeo. Indecible, que silbas a escondidas, retoño resplandeciente, que la sombría tiniebla de los ojos disipaste, porque por todas partes revoloteas con la fuerza de tus alas, en el brillante universo, impulsando la sagrado luz, por lo que te llamo Fanes, soberano Príapo y Antauges de ojos vivos. Mas, bienaventurado, prudentísimo y prolífico, preséntate gozoso al ritual sagrado y multiforme para contento de tus oficiantes».

### Dionisíacas
Nono lo menciona varias veces. Primero hace hincapié en su naturaleza resplandeciente:
«Aunque Hera movió rápidamente sus pies y corrió desde lo alto con ágiles pies, Hermes le ganó camino, y se encubrió en la figura de eterno fulgor del primogénito Fanes. Y Hera, reverente del dios primigenio, le cedió paso, intimidada por los falsos destellos de su rostro».
Y luego deja patente sus palabras oraculares:
«Luego, con una seña de su erguido dedo, mostró a la joven circular una pared en la que estaban las divididas tablas de Harmonía. En ellas se encuentran reunidos en una unidad todos los oráculos, inscritos en piedra por la mántica mano del Primogénito Fanes; él dibujó con un estilete la casa determinada para todo lo ordenado para el cosmos».

## Otros personajes del mismo nombre
- El tebano que expandió el culto a Dionisio Lisio desde Tebas a Sición.[37]